# 耶泽尔斯科市镇

耶泽尔斯科市镇於斯洛維尼亞的位置

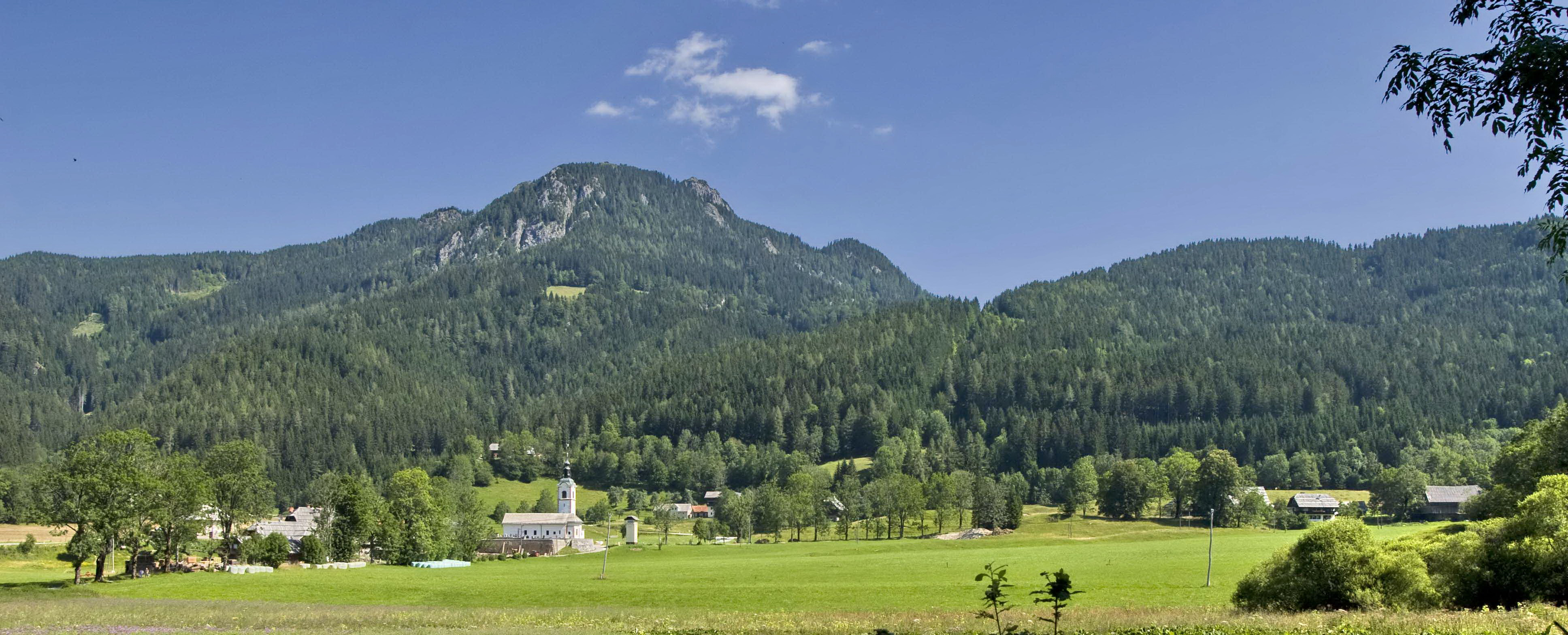
耶泽尔斯科

耶泽尔斯科市镇是斯洛文尼亞北部的市镇，行政中心为上耶澤爾斯科。市镇面積为68.8平方公里，2002年人口数量为638人。人口密度約9.3人/km2。

## 外部連結
- 官方网站  （斯洛文尼亚文）